# 2011年山东新泰化工厂燃爆事故
2011年山东新泰化工厂燃爆事故发生于2011年11月19日14时左右，地点是山东省新泰市楼德镇新泰化工园区山东新泰联合化工股份有限公司。发生事故的设备是3万吨/年三聚氰胺装置。原因是维修三聚氰胺装置冷凝系统操作不当，导致道生油突沸喷出后爆燃。当场造成4人死亡，15人受伤，后又有11人不治身亡 。